# Salts als Jocs Olímpics d'estiu de 1948
Als Jocs Olímpics d'Estiu de 1948 celebrats a la ciutat de Londres (Regne Unit) es disputaren quatre proves de salts, dues en categoria masculina i dues en categoria femenina. La competició es desenvolupà a l'Empire Pool del Wembley Arena entre els dies 30 de juliol i el 5 d'agost de 1948.

## Resum de medalles

### Categoria masculina
| Prova                        | Or           | Plata           | Bronze          |
| Trampolí de 3 metres detalls | Bruce Harlan | Miller Anderson | Sammy Lee       |
| Palanca de 10 metres detalls | Sammy Lee    | Bruce Harlan    | Joaquin Capilla |

### Categoria femenina
| Prova                        | Or              | Plata            | Bronze               |
| Trampolí de 3 metres detalls | Victoria Draves | Zoe-Ann Olsen    | Patricia Elsener     |
| Palanca de 10 metres detalls | Victoria Draves | Patricia Elsener | Birte Christoffersen |

## Medaller
| Posició | País         | Or | Argent | Bronze | Total |
| 1       | Estats Units | 4  | 4      | 2      | 10    |
| 2       | Dinamarca    | 0  | 0      | 1      | 1     |
| 2       | Mèxic        | 0  | 0      | 1      | 1     |